# 外滩历史纪念馆
外滩历史纪念馆是一座主題以外滩歷史為主的纪念馆，位於中華人民共和國上海市黃浦區黃浦公园内，1995年5月，黄浦区在上海市人民英雄纪念塔1000平方米的大厅内組建外滩历史纪念馆。同年9月30
日，外滩历史纪念馆正式免费对外开放。馆内通過照片講述1880年至20世紀90年代的外滩歷史。2003年1月，外滩历史纪念馆被列為上海市愛國主義教育基地。後因苏州河口双向挡水闸建设和外滩交通综合改造工程而暫停开放。2010年，上海外滩历史纪念馆恢復開放。